# 贝雷兹内 (赫梅利尼茨基区)
49°52′11″N 27°2′48″E / 49.86972°N 27.04667°E
貝雷茲內（烏克蘭語：Березне）是位於烏克蘭西部的村莊，由赫梅利尼茨基州裡赫梅利尼茨基區的舊康斯坦丁尼夫市鎮負責管轄。該村始建於1527年，面積0.72平方公里，海拔高度311米，2001年人口180，人口密度每平方公里251.1人。